# 离心

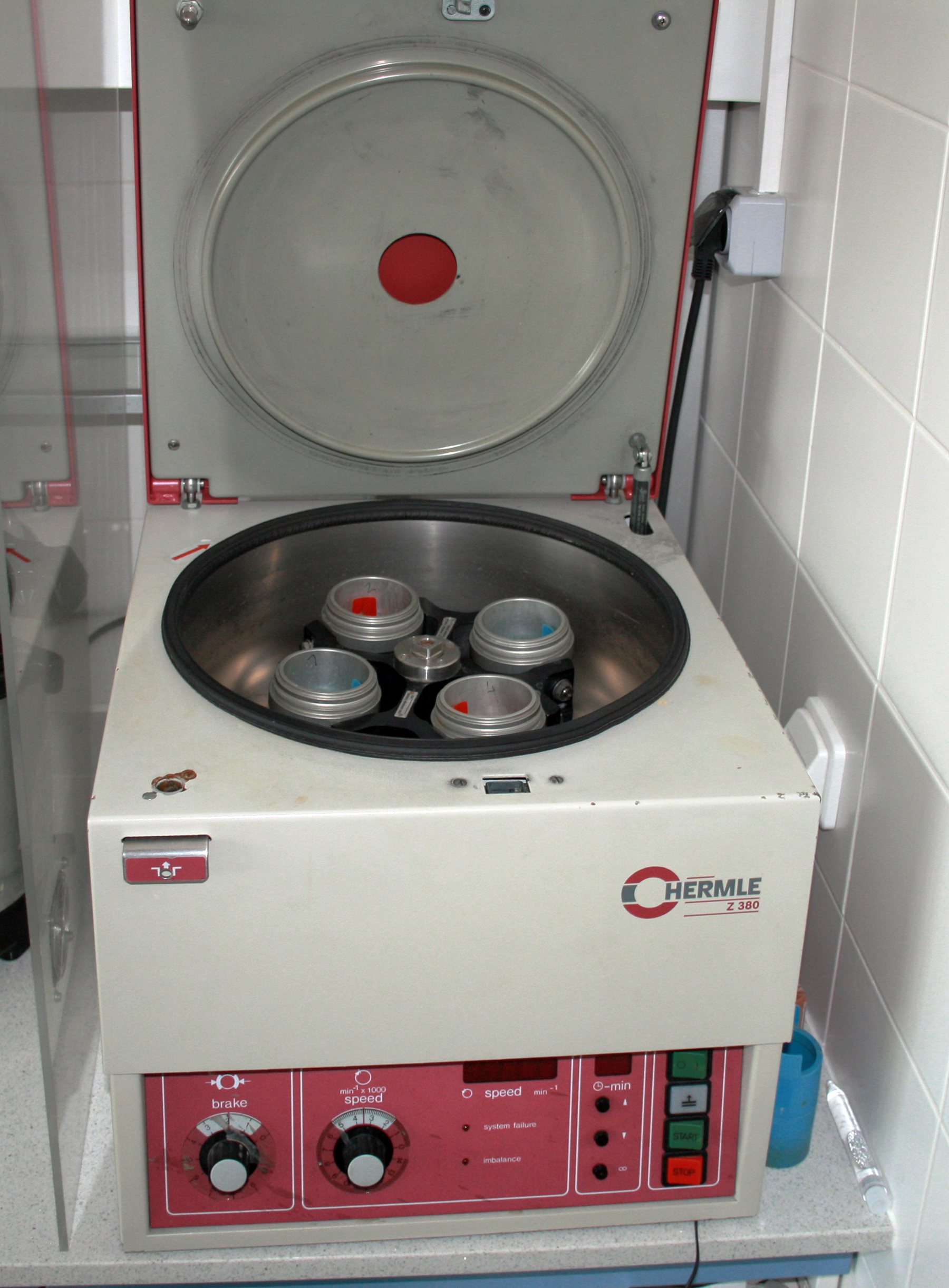
實驗室離心機

离心（Centrifugation）是用離心力來從溶液中分離不同粒子的方式，粒子會依其大小、形狀、密度、介質黏度以及轉速不同，而有不同的分離情形。混合物中密度高的成分會在離心機的外圍，而密度低的成分會在離心機的內側。化學家以及生物學家可以增加離心管的等效重力，使沉澱物快速移動到管的底部。剩下在沉澱物上方的液體稱為上清液（supernatant）。
若外加力只有重力，非勻相混合物中粒子分離速度，會和粒子的大小及密度有關。粒子大小越大，密度越大，越快會分離出來。若在混合物中給予較大的等效重力（例如離心力），可以加速分離的速度。這很適合工業和實驗室的應用，有些物質在自然條件下也會沉澱，但需要花很長的時間，利用离心技術，可以在很短的時間進行沉澱。
離心的速率會以角速度表示，其單位是每分鐘轉速（RPM），或是以G力表示的加速度。RPM和g力之間的轉換係數和離心機的半径有關。粒子在離心時的沉降速度是其粒子大小、形狀、離心加速度、固體的體積分率、粒子和液體的密度差、以及液體的黏度。最常見的應用是從高濃度懸浮液中分離固體，常用在污水污泥的脫水處理上。
离心在工業和實驗室中都有廣泛的應用，不單是分離混溶的物質，也可以用來分析大分子粒子的流體動力學性質。這是生物化学、细胞生物学和分子生物学最常用且重要的研究方式之一。化學和食品工業有特殊的離心機，可以處理連續的帶顆粒流體。離心也是濃縮鈾時最常用的方式，其原理是因為六氟化鈾氣體中，鈾-238和鈾-235之間微小的質量差異。

## 數學公式
許多在懸浮液體中的粒子或细胞會慢慢的因為重力而落到容器的底部。不過需要花的時間很長。甚至有一些很小的粒子，只有在高离心力的作用下才可能和液體分離。當懸浮液以一定的轉速旋轉時，粒子會因為離心力而漸漸遠離旋轉軸。計算離心加速度和轉速的公式如下：
{\displaystyle RPM={\sqrt {g \over r}}},
其中g表示離心的加速度，而r是粒子距旋轉軸的距離。
不過依照離心模型的不同，轉子的相對角度以及半徑也會改變，因此公式也要隨之修改。例如，Sorvall #SS-34轉子的最大半徑是10.8 cm，因此公式會變成{\textstyle RPM=299{\sqrt {g \over r}}}，可以進一步簡化為{\textstyle RPM=91{\sqrt {g}}}。
若考慮粒子受力相對於重力的大小，會用相對離心力（Relative Centrifugal Force、RCF）表示。是離心機旋轉時，其內容物受到垂直於旋轉軸的力，相對於重力的比值，這可以量測不同型式以及大小離心機的強度。例如，RCF 1000 x g表示其離心力是重力的1000倍。RCF和轉速以及粒子距旋轉軸的距離有關。最常見RCF的公式是：
{\displaystyle RCF=1.118\times 10^{-5}\times r\times (rpm)^{2}},
其中{\textstyle 1.118\times 10^{-5}}是常數，r是半徑，單位是厘米，rpm是轉速，單位是每分鐘轉速。
以往，許多分離技術都是以轉速3000 rpm來進行，其產生的g大約是其半徑（用厘米表示）的10倍，因此半徑160 mm的離心機，其產生的加速度大約是1600 x g。因為RCF和半徑是線性的關係，若半徑大10%，其RCF也會增加10%。因此，上述的公式可以再簡化為{\textstyle RCF=10\times r}，誤差只有0.62%。

## 歷史
特奥多尔·斯韦德贝里和他的學生H. Rinde在1923年分析了大顆粒溶膠的重力沈降。溶膠中包括不只一種物質，但是各物質均勻分佈，也稱為膠體。不過小顆粒的溶膠（例如含金的溶膠）無法分析。為了要研究此問題，斯韦德贝里開發了分析離心機，配備了照相吸收系統，希望有更大的離心效果，他也發展了測分子重量所需要的理論。此時，斯韦德贝里的注意力開始從金轉向蛋白質。
1900年時，大家已普遍接受蛋白質是由胺基酸所組成。但有關蛋白質是高分子還是膠體，當時還有爭議。當時在研究的蛋白質是血红蛋白，已知有712個碳原子、1,130個氫原子、243個氧原子、2個硫原子，和至少1個鐵原子。因此红蛋白的重量約是16,000原子质量单位（Da），但還不確定此數值是否要乘以4（表示一個血红蛋白中有四個鐵原子）。
利用一系列用沉降平衡技術進行的實驗，發現了二個重要的結論：血红蛋白的分子量是68,000 Da，其此每一個分子中有四個鐵原子，而且不論血红蛋白是用哪一種方式分離，其分子量不變。針對分子量這麼大的物質，不論是以什麼方式採樣的，其分子量都不變，這是前所未有的，因此支持血红蛋白是高分子，不是膠體。為了要研究此一現象，需要更高速的離心機，因此製作了超高速離心機來確認沉降-擴散的理論。後來檢測到相同的分子量，而且有擴散邊界，表示其為單緻密粒子（single compact particle）。進一步的离心應用發現，在不同的條件下，大型的勻相粒子可以分解為個別的子單元。离心的應用是蛋白質實驗科學上的一大進步。
Linderstorm-Lang在1937年發現密度梯度管（density gradient tubes）可以用來量測密度，這是他在研究馬鈴薯黃症病毒時發現的。在Meselson和Stahl證實DNA複製是半守恆的著名實驗中，也使用此一方式，配合不同氮的同位素。他們用密度梯度離心來確認在複製週期後，DNA上是否有出現其他的氮同位素。

## 來源
- Harrison, Roger G., Todd, Paul, Rudge, Scott R., Petrides D.P. Bioseparations Science and Engineering. Oxford University Press, 2003.
- Dishon, M., Weiss, G.H., Yphantis, D.A. Numerical Solutions of the Lamm Equation. I. Numerical Procedure. Biopolymers, Vol. 4, 1966. pp. 449–455.
- Cao, W., Demeler B. Modeling Analytical Ultracentrifugation Experiments with an Adaptive Space-Time Finite Element Solution for Multicomponent Reacting Systems. Biophysical Journal, Vol. 95, 2008. pp. 54–65.
- Howlett, G.J., Minton, A.P., Rivas, G. Analytical Ultracentrifugation for the Study of Protein Association and Assembly. Current Opinion in Chemical Biology, Vol. 10, 2006. pp. 430–436.
- Dam, J., Velikovsky, C.A., Mariuzza R.A., et al. Sedimentation Velocity Analysis of Heterogeneous Protein-Protein Interactions: Lamm Equation Modeling and Sedimentation Coefficient Distributions c(s). Biophysical Journal, Vol. 89, 2005. pp. 619–634.
- Berkowitz, S.A., Philo, J.S. Monitoring the Homogeneity of Adenovirus Preparations (a Gene Therapy Delivery System) Using Analytical Ultracentrifugation. Analytical Biochemistry, Vol. 362, 2007. pp. 16–37.